# Film de mister
Filmul de mister este un sub-gen al filmului polițist și uneori al thrillerelor. Acest gen de filme se concentrează de obicei asupra eforturilor detectivului, investigatorului privat sau al detectivului amator pentru a rezolva circumstanțele misterioase ale unei infracțiuni prin intermediul unor indicii, investigații și deduceri logice.

## Filme de mister notabile
În 2008, Institutul American de Film a clasificat primele 10 filme de mister din toate timpurile ca fiind:
| #  | Film               | An   |
| -- | ------------------ | ---- |
| 1  | Vertigo            | 1958 |
| 2  | Chinatown          | 1974 |
| 3  | Rear Window        | 1954 |
| 4  | Laura              | 1944 |
| 5  | The Third Man      | 1949 |
| 6  | The Maltese Falcon | 1941 |
| 7  | North by Northwest | 1959 |
| 8  | Blue Velvet        | 1986 |
| 9  | Dial M for Murder  | 1954 |
| 10 | The Usual Suspects | 1995 |